# Плачинда, Владимир Петрович
Влади́мир Петро́вич Плачи́нда (26 июля 1938 — 1 ноября 2002) — советский и украинский языковед, историк, шевченковед, специалист по биографистике и документалистике.

## Биография
Родился в с. Клинцы (ныне село Кропивницкого района Кировоградской области). За активную общественную позицию был исключён из филологического факультета Киевского университета (окончил его позже — 1963). Работая плотником на строительстве Киевской ГЭС, записал от крестьян с. Хотяновка Вышгородского района Киевской области около 300 диалектных слов, которые впоследствии вошли в «Атлас украинского языка». Работал в Центральном доме народного творчества УССР (1963—1964), редакции журнала «Народное творчество и этнография». За самостоятельность и неординарность мышления был отчислен из аспирантуры кафедры украинского языка Киевского университета (1966). Более 27 лет работал в издательстве «Научная мысль» (1966—1994), где был членом правления и заведовал редакцией научно-популярной литературы. Подсчитал, что за год лично отредактировал около тысячи страниц, в частности труды М. Амосова, Г. Писаренко и др. Работал начальником управления в Министерстве Украины по делам национальностей и миграции (1994—1995), в Секретариате ВР Украины — в секторе подготовки к изданию документов ВР Украины, в частности, принял участие в редактировании стенограмм (с 1995) и Конституции Украины 1996. Был помощником народного депутата И. Биласа.
Знаток украинского общественно-политического движения 2-й половины 19-го века, которое изучал по архивным первоисточникам. Обнаружил новые документы о Т. Шевченко, в частности о его друге А. Козачковском, проводах гроба с телом Т. Шевченко в Киеве. Системно изучал жизнь, общественную деятельность и научное наследие сына кирилло-мефодийца и приятеля Т. Шевченко, изобретателя радиотелемеханики Н. Пильчикова и филолога, члена-корреспондента Петербургской академии наук и действительного члена Научного общества имени Шевченко П. Житецкого.
Автор монографий «Микола Дмитрович Пильчиков» (К., 1983) и «Павло Гнатович Житецький» (К., 1987), которые вызвали резонанс как на Украине, так и за рубежом (публикация Марка Антоновича в «Украинском историке», 1988, ч. 97-100), статей о И. Срезневском, Т. Рыльском и др. Подготовил к печати полный текст и комментарии к мемуарам С. А. Ефремова «Про дні минулі» (Молода нація: Альманах (К.), 2002, № 1 — 2004, № 4), где широко использовал неизвестные до тех пор архивные материалы.
Принял участие в энциклопедии «Українська мова», «Українській літературній енциклопедії» (статьи о А. Бодянском, П. Житецком, А. Котляревском, Н. Максимовиче, М. Тулове, К. Шейковском и др.). С докладами о Т. Шевченко, П. Житецком, П. Чубинском, С. Ефремове принимал участие в научных конференциях.
Занимался просветительской деятельностью, публикуя с 1960 года популярные статьи в журнале «Народна творчість та етнографія», збірниках «Наука і культура: Україна», «Шевченківський збірник» и других научных и научно-популярных изданиях.
В первые годы независимости занимался общественной работой — возглавлял комиссию по делам культуры и охраны исторической среды Старокиевского районного совета народных депутатов в г. Киеве (1990—1994).
Брат писателя и общественно-общественного деятеля Сергея Плачинды (1928—2013).
Умер в г. Киеве.
Посмертно избран членом Национального союза писателей Украины (2003).